# اسکلمرسدیل
longitudeاسکلمرسدیلlatitudeاسکلمرسدیل
اسکلمرسدیل (به انگلیسی: Skelmersdale) یک منطقهٔ مسکونی در انگلستان است که در شمال غربی انگلستان واقع شده‌است.

## خصوصیات
اسکلمرسدیل ۳۸٬۸۱۳ نفر جمعیت دارد.